# Список послов СССР и России в Ливане
В статье представлен список послов СССР и России в Ливане.

## Хронология дипломатических отношений
- 31 июля — 3 августа 1944 г. — установлены дипломатические отношения на уровне миссий.
- 14 сентября 1944 г. — 2 сентября 1953 г. — дипломатические отношения осуществлялись через миссию СССР в Сирии.
- 29 июня 1956 г. — миссии преобразованы в посольства.

## Список послов
| Срок полномочий                    | Посол                         | Годы жизни | Вручение верительных грамот | Комментарии                                        |
| ---------------------------------- | ----------------------------- | ---------- | --------------------------- | -------------------------------------------------- |
| СССР                               |                               |            |                             |                                                    |
| 14 сентября 1944 — 22 апреля 1950  | Даниил Семёнович Солод        | 1908—1988  | 30 октября 1944             | Посланник по совместительству                      |
| 22 апреля 1950 — 24 ноября 1950    | Илья Кайсарович Тавадзе       | 1905—1973  |                             | Посланник по совместительству                      |
| 24 ноября 1950 — 17 декабря 1955   | Василий Афанасьевич Беляев    | 1904—1957  | 15 марта 1951               | Посланник (до 2 сентября 1953 по совместительству) |
| 17 декабря 1955 — 10 июля 1961     | Сергей Петрович Киктев        | 1915—1980  | 22 августа 1956             | Посланник до 16 августа 1956, затем посол          |
| 10 июля 1961 — 9 октября 1962      | Василий Иванович Корнев       | 1915—1986  | 15 сентября 1961            |                                                    |
| 9 октября 1962 — 6 мая 1966        | Дмитрий Семёнович Никифоров   | 1917—1993  | 7 декабря 1962              |                                                    |
| 6 мая 1966 — 20 мая 1969           | Пётр Семёнович Дедушкин       | 1915—1995  | 16 августа 1966             |                                                    |
| 20 мая 1969 — 17 октября 1974      | Сарвар Алимджанович Азимов    | 1923—1994  | 13 июня 1969                |                                                    |
| 17 октября 1974 — 22 апреля 1986   | Александр Алексеевич Солдатов | 1915—1999  | 5 ноября 1974               |                                                    |
| 22 апреля 1986 — 14 сентября 1990  | Василий Иванович Колотуша     | 1941—2020  |                             |                                                    |
| 14 сентября 1990 — 25 декабря 1991 | Геннадий Викторович Ильичёв   | 1938—      |                             |                                                    |
| Российская Федерация               |                               |            |                             |                                                    |
| 25 декабря 1991 — 29 января 1996   | Геннадий Викторович Ильичёв   | 1938—      |                             |                                                    |
| 29 января 1996 — 29 октября 1999   | Олег Герасимович Пересыпкин   | 1935—      | февраль 1996                |                                                    |
| 29 октября 1999 — 7 мая 2004       | Борис Фёдорович Болотин       | 1950—      |                             |                                                    |
| 7 мая 2004 — 1 октября 2010        | Сергей Николаевич Букин       | 1950—2014  |                             |                                                    |
| 1 октября 2010 — 14 августа 2020   | Александр Сергеевич Засыпкин  | 1951—      |                             |                                                    |
| 14 августа 2020 — настоящее время  | Александр Николаевич Рудаков  | 1962—      |                             |                                                    |